# ヤマハミュージックジャパン
株式会社ヤマハミュージックジャパン（Yamaha Music Japan Co.,Ltd.） は、ヤマハの関連会社の一つ。旧ヤマハミュージックトレーディング株式会社。

## 会社概要

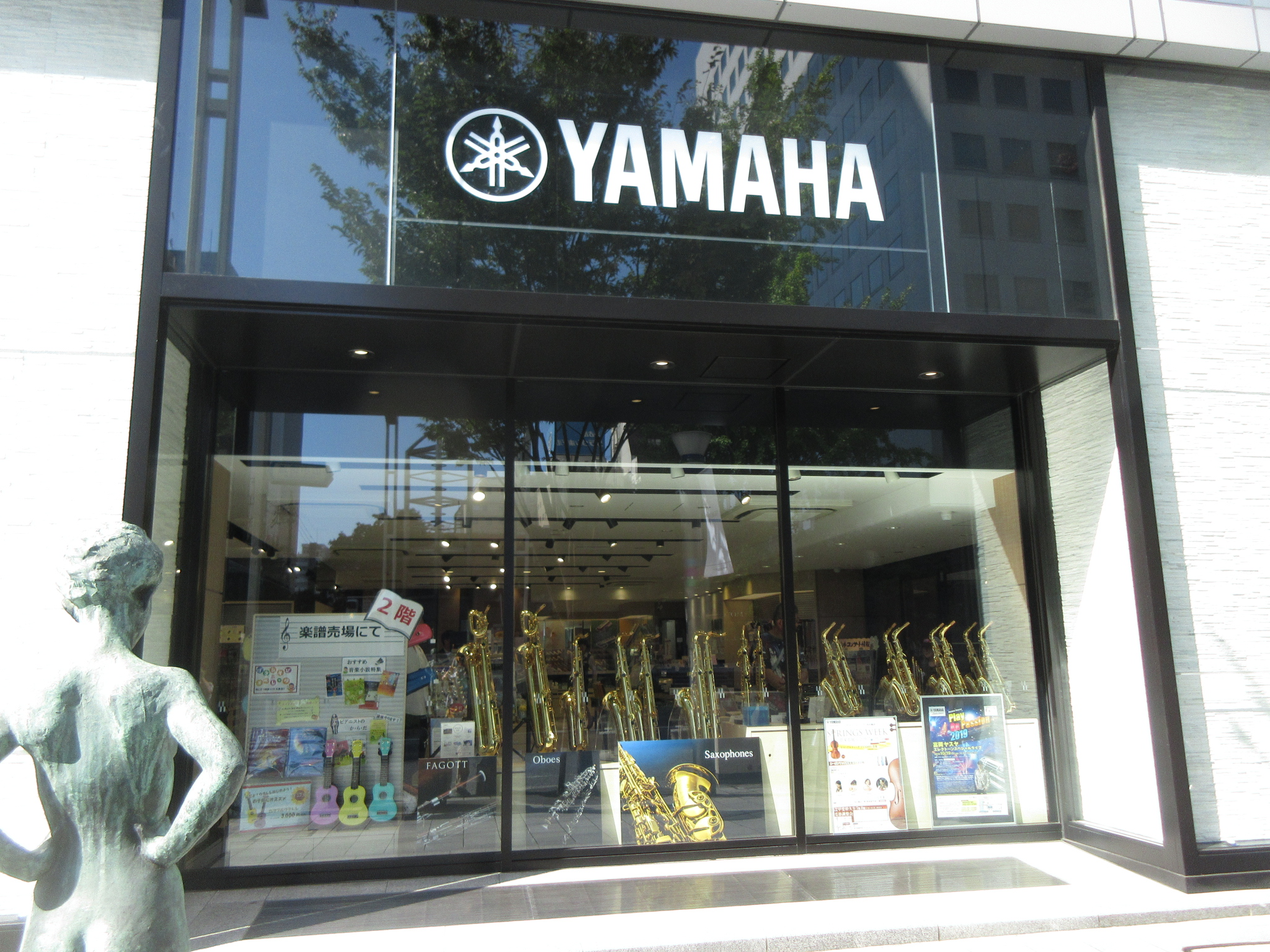
ヤマハミュージック名古屋店（名古屋市中区錦）

ヤマハブランドの管・弦・打・鍵盤楽器の付属品や教育楽器、AV機器などの開発・仕入・卸販売及び世界的有名ブランド楽器類の輸入・卸販売。直営店舗のヤマハミュージックも各地で展開している。
尤も、ピュアオーディオを中核とするAV機器の事業に関してはデノン（ディーアンドエムホールディングス（デノン コンシューマー マーケティング）、旧・日本コロムビア）、およびマランツCMC（ディーアンドエムホールディングス、旧・日本マランツ）、ティアック、ラックスマン、アキュフェーズなどと同様、デジタルオーディオ勃興期、ピュアオーディオ（Hi-Fiオーディオ）衰退期を生き延びた数少ない日本の音響メーカの一社でも知られる。
2013年4月にヤマハミュージックトレーディング株式会社を存続会社とし、ヤマハエレクトロニクスマーケティング株式会社、ヤマハミュージックリース株式会社の3社を合併し、社名を現在の株式会社ヤマハミュージックジャパンに変更した。
2024年8月には本社を東京都港区高輪より、横浜市西区みなとみらいの横浜シンフォステージウエストタワーに移転した。なお、同ビルの低層部（1〜3階）では体験型ブランドショップ「ヤマハミュージック 横浜みなとみらい」や音楽教室「ミュージックアベニュー横浜みなとみらい」も開設している。

## 製品

### 管楽器・吹奏楽器
- フルート
- ピッコロ
- クラリネット
- サクソフォン
- オーボエ
- ファゴット
- トランペット
- フリューゲルホルン
- コルネット
- ホルン
- トロンボーン
- アルトホルン
- バリトン
- ユーフォニアム
- チューバ
- リコーダー
- オカリナ
- ケーナ

### マーチングブラス
- マーチングメロフォン
- マーチングフレンチホルン
- マーチングバリトン
- マーチングチューバ
- スーザフォン

### 管楽器周辺機器
- 管楽器メンテナンス用品（お手入れ用品）
- 管楽器ケース
- ミュート
- リード・リガチャー
- ストラップ
- 管楽器スタンド
- メトロノーム・電子メトロノーム
- クロマチックチューナー
- 譜面台
- 譜面台ライト
- ハーモニーディレクター
- その他アクセサリー

### 教育楽器・機器
- 教育楽器（ハーモニカ・アコーディオン・リコーダー）
  - メンテナンス用品
  - 付属品
- 卓上木琴・卓上鉄琴
- ハーモニーディレクター
- ハンドディレクターズシステム
- メトロノーム・電子メトロノーム
- クロマチックチューナー

### 弦楽器
- バイオリン
- ビオラ
- チェロ
- コントラバス
- マンドリン
- 弓
- ケース
- アクセサリー
- メトロノーム・電子メトロノーム
- クロマチックチューナー
- 譜面台
- 譜面台ライト

### 打楽器類
- シンバル
- ドラムセット
- スネアドラム
- パーカッション
- マレット・スティックス
- ドラムヘッド（マーチングドラムを含む）
- 打楽器カバー
- ソフト・ファイバーケース
- 小型打楽器（カスタネットなど）
- 打楽器お手入れ用品
- 各種打楽器スタンド
- メトロノーム・電子メトロノーム
- クロマチックチューナー
- 譜面台
- 譜面台ライト

### マーチング周辺機器
- バトン
- マーチングキーボード
- マーチングユニフォーム
- マーチングアクセサリー

### 鍵盤楽器アクセサリー
- ピアノカバー
- ピアノ付属品
- ピアノメンテナンス用品
- エレクトーン・クラビノーバ（電子ピアノ）メンテナス用品

### 和楽器
- 箏、ネオ箏、尺八、三味線、和太鼓、雅楽用楽器、能楽用楽器など
- ビデオ教材
- 大正琴アクセサリー

### ギター、アンプ類
- エレクトリックギター
- ギターアンプ
- ベースアンプ
- ギター弦・ベース弦
- アコースティック周辺機器
- メトロノーム・電子メトロノーム
- クロマチックチューナー
- 譜面台
- 譜面台ライト

### 教則DVD
- アコースティックギター
- エレクトリックギター
- ベース
- キーボード
- ドラムセット
- パーカッション

### AV機器
- AVアンプ
- プリメインアンプ
- ユニバーサルディスクプレーヤー（BD/DVD/CD）
- CDプレーヤー
- スピーカーシステム

### その他
- クラシックオルガン
- アコーディオン
- ウクレレ
- ミニハーモニカ
- ピックアップ
- PA、スピーカースタンド、キーボードスタンド
- マイクロフォン
- 大正琴アクセサリー
- メトロノーム・電子メトロノーム
- クロマチックチューナー
- 譜面台
- 譜面台ライト
- 音楽施設（指揮台、コーラス台、演奏者用椅子）

### 輸入・国内仕入れ楽器（企業名）
- 管楽器類
  - アレキサンダー
  - ハンスホイヤー
  - ベルンド・モースマン
  - リコ
  - ストンビ
  - テイラー
  - シャガール
  - レヒナー
  - BG

- 打楽器類
  - ジルジャン
  - レモ
  - リズムテック
  - マウンテンリズム
  - ノーブル＆クーリー
  - アービター
  - ウェルコ
  - マレテック
  - 浅野太鼓
  - 岡田屋布施

- 弦楽器類
  - キーフェレイズ
  - ピュアクレモナ
  - ムサフィア
  - ヨゼフ・ロレンツ
  - ユルゲン・クリア
  - グラッサー
  - スーパーセンシティブ
  - ジョンポール
  - SUZUKI
  - 杉藤

- ギター・ベース・ギターアンプ類
  - マーシャル
  - モジュラス
  - デイジーロック
  - ロトサウンド
  - FISHMAN

- スタンド・譜面台・演奏者用椅子
  - K&M
  - PROEL
  - ウェンガー
  - マンハセット

- 教則DVD
  - アルフレッド
  - ハル・レナード・コーポレーション
  - ハドソンミュージック
  - ホームスパン
  - カールフィッシャー

- その他
  - ハードケース
  - プロテクションラケット
  - ニューストーンライン・ミュート
  - ジョーラル・ミュート
  - バイカウント
  - プティ・アンド・フリッツェン
  - ピジーニ・アコーディオン
  - エキセルシァー・アコーディオン
  - 敦煌牌（二胡）
  - GStringウクレレ
  - KALA　BRANDウクレレ
  - ヘリング
  - FISHMAN
  - マイティブライト

## 関連企業
- ヤマハ株式会社
- 株式会社ヤマハミュージックメディア